# Suurisaari (ö i Finland, Södra Savolax, Pieksämäki, lat 62,02, long 27,38)
Suurisaari är en halvö i Finland. Den ligger i sjön Kangasjärvi och i kommunen Pieksämäki i den ekonomiska regionen  Pieksämäki ekonomiska region  och landskapet Södra Savolax, i den södra delen av landet, 240 km nordost om huvudstaden Helsingfors.